# Vzorec chování
Vzor nebo vzorec chování je zažitý, šablonovitý způsob řešení určitého problému či reagování na určitou situaci.
Respektuje určité pravidelnosti a podléhá mechanismu nápodoby. Je charakteristický pro každou osobnost, ale může se měnit v čase. Používá se v psychologii
sociologii, kulturní antropologii. Jako znak určitých tendencí se využívá v psychodiagnostice.
Vzorce chování mívají stejný spouštěč (situaci), jsou stereotypní a vedou ke stejnému výsledku (jednání „ze zvyku“). Člověk si přitom zpravidla nevšimne, že nejedná z vlastního rozhodnutí, ale instinktivně.
Blízkým pojmem je mentální schéma, vzorec myšlení, který organizuje příchozí informace a vztahy mezi nimi do připravených kategorií. Jako příklady schémat je možno uvést mentální modely, sociální schémata, stereotypy, sociální role, scénáře, světonázory, heuristiky a archetypy. Podle schémat lze tvořit mnemotechnické pomůcky, myšlenkové mapy, mentální zkratky a podobně.

## Klasifikace
Vzory chování se obvykle dělí na expresivní a adaptivní (hodnotící a vzniklé přizpůsobením), případně vrozené (instinktivní) a zvykové. Někdy se rozlišují:
- myšlenkové vzorce, mentální modely. Například, když jde dívka na pohovor, může si obvykle myslet: "Proč jsem šla, stejně mě nevezmou".
- řečové vzory – zvyk mluvit ve stejných frázích, používat klišé,
- vzorce vnímání – zvyk zveličovat význam jedné informace a ignorovat jiné,
- vzorce emočních reakcí – člověk má naučené emoce, kterými reaguje na určitou situaci,
- denní aktivity, rituály – rituály ve výchově, do práce stejnou trasou, "vlastní místo" v tramvaji, káva ve stejné kavárně, večerní seriál nebo hospoda
- vzorce životních scénářů – výběr povolání, vztah k penězům, k výchově dětí. To jsou vzorce, které definují způsob života.

## Vznik a fixace chování
Vzory pomáhají vyhnout se pocitu úzkosti, který pochází z nejistoty. Mozek se snaží minimalizovat náklady na zdroje (princip nejmenšího úsilí), proto nepovažuje za nutné vynakládat energii na analýzu situace, pro kterou již existuje připravená odpověď, tedy vzorec chování v dané situaci.
Problém je v tom, že si vzorce chování často neuvědomujeme. Jsou nezřídka výslednicí vlivů, které na nás působily v dětství, kdy bylo naše vědomí takřka bez ochranných mechanismů. Naprostá většina vzorců chování vzniká před dovršením sedmého roku života.
V té době reagujeme především emocemi. Fakta nehrají takovou roli. Emoce vytvořené zkušenostmi pak pozitivně či negativně ovlivňují naše chování v podobných situacích a provázejí nás po celý život.
Silné události, emoce mohou výrazně zapůsobit, při silných a podobných vjemech se reakce opakuje, potvrzuje, zpevňuje a my si odnášíme cesty prožívání, které bychom si často vůbec nevybrali.
Všechny vzorce chování jsou uloženy hluboko v mozku, především v podvědomí a limbickém systému. Pomocí nich pak podvědomí ovládá zhruba 90 % lidského života.
Na negativní nebo škodlivé vzorce může tělo dokonce reagovat nemocí. Cesta k uzdravení pak vede skrze vyrovnání vztahu se sebou samým.